# Département de science politique de l'université Soochow
Le Département de science politique de l’Université Soochow (Taïwan) est le département regroupant les cours de science politique enseignés à l'Université Soochow, à Taipei.

## Historique
Le département de science politique de l’université Soochow a plus de cinquante ans d’histoire. C’est un des quatre départements qui existaient lors de la délocalisation de l’université Soochow à Taiwan en 1954. 
Le programme des maîtrises a été établi en 1991 et sera complété en 1998 avec le programme des doctorats.
Le département de science politique soutient financièrement de nombreuses activités et projets de recherche.
Le département de science politique de Soochow est lié au programme du ministère de l'éducation, le programme « Projets d’enseignements d’excellence » (en anglais) Teaching Excellence Projects »). 
L’université Soochow dispose de nombreux accords d’échanges avec la France, deux accords reconnus avec l’IEP de Lyon et l’IEP de Strasbourg et l’IESEG Lille-Paris. Depuis 2009, Shiow-Duan Hawang est la directrice du département.

## Formations
L'enseignement est marqué par la pluridisciplinarité autour des quatre piliers que sont l'histoire de la pensée politique, les sciences de gouvernement comparées, les relations internationales et l'administration publique.
La compréhension des problèmes politiques propres à Taïwan, propres aux pays étrangers ou au monde entier font que les programmes de ce département sont particulièrement orientés vers l’international.

## Recherche scientifique
De 1999 à 2008, les professeurs du département de science politique on conduit quatre-vingt-dix programmes de recherche, programmes consentis par un organisme gouvernemental, le Conseil National des Sciences (National Science Council). Depuis 2000, le département de science Politique organise annuellement un buffet concernant des études et des recherches concernant les membres de la faculté. Les professeurs sont invités à partager avec leurs collègues l’état d’avancement et les problématiques de leurs recherches. 
Le département est organisé de la manière suivante  : Un centre de recherche, un centre pour l’étude de la mondialisation, un centre des études européennes, un centre de recherche sur les Parlements, un centre  pour les études de l’ONU, le centre d’étude de gouvernance métropolitaine, et un séminaire sur les Droits de l'homme et la démocratie.

## Le Journal de Science Politique de Soochow (Soochow Journal of Political Science)
La première édition du Journal de Science Politique de Soochow date de 1991. En 2004, le journal a pris un format trimestriel. Les contributions sont issues d’un large panel de recherches touchant les domaines les plus diversifiés. De nombreux professeurs, chercheurs, ou enseignants chercheurs en science politique de l’université Soochow, comme d’ailleurs, on contribué à la rédaction de ce journal . Enfin, le Journal de Science Politique de Soochow a été inclus au sein de l’ITC2S (Index de Taïwan pour les Citations en Sciences Sociales) (en anglais TSSCI pour Taiwan Social Science Citation Index). 

## Enseignants
Les enseignants du département de science politique de l’université Soochow sont Shiow-Duan Hawang, Bih-Rong Liu, Wen-Cheng Wu, Hao-Yu Wang, Ya-Tang Hsu, Chen-Yu Hsieh, Chen-Kuo Hsu, Mab Huang, Chih-Cheng Lo, Li-Khan Chen, Huei-Huang Wang, Shu-Pin Liu, Hsiu-Chuan Tsai, Jui-Chi Chen, Chun-Hung Chen, Chih-Chung Wu, Yung-Ming Hsu, Chiung-Chu Lin, Yun-Chu Tsai, Yueh-Chu Lin et Ju-Dar Shen.